# Julia Koczetkowa
Julia Koczetkowa, ros. Юлия Кочеткова, słow. Júlia Kočetková (ur. 26 listopada 1981 w Kopiejsku) – rosyjska szachistka, reprezentantka Słowacji od 2010, arcymistrzyni od 2006 roku.

## Kariera szachowa
Wielokrotnie startowała w finałach mistrzostw Rosji juniorek w różnych kategoriach wiekowych. W 2001 r. wystąpiła w Eliście w rozegranych systemem szwajcarskim mistrzostwach Rosji kobiet, wypełniając pierwszą normę na tytuł arcymistrzyni oraz podzieliła II m. (za Martą Lityńska, wspólnie z Natalią Hryhorenko) w kołowym turnieju we Lwowie. W 2002 r. zdobyła w Ułan Bator tytuł akademickiej wicemistrzyni świata, natomiast w 2003 r. zajęła II m. (za Sofią Zigangirową) w Nowokuźniecku oraz podzieliła II m. (za Jekateriną Korbut, wspólnie z Olgą Stiażkiną) w Petersburgu (zdobywając jednocześnie drugą arcymistrzowską normę). W 2004 r. zajęła III m. (za Anną Uszeniną i Rachił Eidelson) w memoriale Ludmiły Rudienko w Petersburgu, w 2006 r. wypełniła trzecią normę na tytuł arcymistrzyni, zwyciężając (wspólnie z Kateriną Rohonyan) w Petersburgu (turniej FINEC 2006 WGM), natomiast w 2009 r. zajęła II m. (za Szidonią Vajdą) w Paksie.
Wielokrotnie reprezentowała Słowację w turniejach drużynowych, m.in.: trzykrotnie na olimpiadach szachowych (w latach 2010, 2012, 2014) oraz dwukrotnie na turniejach o Puchar Mitropa (Mitropa Cup) (w latach 2013, 2014); medalistka: wspólnie z drużyną – złota (2013).
Najwyższy ranking w dotychczasowej karierze osiągnęła 1 lipca 2006 r., z wynikiem 2369 punktów zajmowała wówczas 89. miejsce na światowej liście FIDE, jednocześnie zajmując 16. miejsce wśród rosyjskich szachistek.